# Code Interbestuurlijke Verhoudingen
De Code Interbestuurlijke Verhoudingen is een document waarin het Nederlands kabinet, het Interprovinciaal Overleg (IPO) en de Vereniging van Nederlandse Gemeenten (VNG) op 9 november 2004  afspraken hebben vastgelegd over hoe de overheden voortaan met elkaar willen samenwerken en wat gedaan moet worden om de overheid beter te laten functioneren. De code is in 2005 gepubliceerd door het ministerie van Binnenlandse Zaken en Koninkrijksrelaties, het IPO en de VNG. 
In de code staan reeds eerder gemaakte afspraken, waar nodig aangescherpt, een aantal nieuwe omgangsregels en daarnaast concrete acties voor de in november 2004 lopende kabinetsperiode. Reeds bestaande afspraken zijn in een bijlage opgenomen. 
De omgangsregels in deze code hebben betrekking op de interbestuurlijke en financiële verhoudingen. 
Het doel van de code is het verbeteren van de prestaties van de overheid. 
Uitgangspunt daarbij is, dat taken die decentraal uitgevoerd kunnen worden ook decentraal uitgevoerd moeten worden. Als een taak niet goed decentraal aangepakt kan worden, moet het centraal worden geregeld. 
De overheden hebben ook afgesproken dat ze met elkaar overleggen over relevante ontwikkelingen, nieuwe beleidsvoornemens en nieuwe regelgeving. 
Voordat de Code Interbestuurlijke Verhoudingen werd vastgelegd, bestond er al een akkoord onder de naam BestuursAkkoord Nieuwe Stijl (BANS). De afspraken uit dat akkoord worden opgevolgd door de code. 
De code is relevant. Dat blijkt uit het volgende: 
- het 'Manifest van de gemeente' dat de VNG op 20 juli 2006 heeft gepubliceerd
- het feit dat de Raad van State wetgeving toetst aan deze code.

De opstellers van de code zijn van de volgende opvattingen uitgegaan:
- De verhouding tussen burgers en overheid is verouderd.
- De geëmancipeerde burger heeft behoefte aan: 
  - meer individuele speelruimte,
  - minder regels en
  - een overheid die:  
    - duidelijker is,
    - beter presteert en
    - strikter handhaaft.